# Spaghetti a mezzanotte
Spaghetti a mezzanotte è un film italiano del 1981 diretto da Sergio Martino.

## Trama

Barbara Bouchet in una scena del film

Lino Banfi e Alida Chelli in una scena del film

Savino Lagrasta è un mediocre avvocato, diviso tra le severe ma vane diete che gli impone la bella moglie Celeste e il rapporto con l'amante Zelmira, con cui si apparta la mattina presto, poco prima del suo lavoro in tribunale. Però anche sua moglie ha un amante: Andrea Soldani, un architetto postmoderno. Quando Savino lo scopre chiede a don Vito Malisperi, noto capo mafioso della provincia di Asti, nonché suo cliente, di aiutarlo a farli fuori entrambi.
Celeste presenta il suo amante a Savino, cercando di fargli credere che è solo l'architetto che ha progettato e costruito la loro nuova villa in campagna.
Per festeggiare il compleanno del marito, Celeste organizza un party nella villa ma, poco prima dell'arrivo degli invitati, Saruzzo, il sicario di don Vito, s'intrufola in casa per far fuori i due amanti, ma scambia Savino per l'amante della moglie: mentre è deciso a farlo fuori, a Savino parte un colpo di pistola e il killer muore.
Durante la festa, l'avvocato cerca nei modi più strampalati di occultare il cadavere: prima lo appoggia sul bidet, poi lo nasconde nella vasca da bagno e quindi nell'armadio, facendo credere al giudice Ulderico, marito della sua amante, di essere omosessuale; in seguito lo porta in bagno e infine, dopo mille peripezie, lo nasconde in giardino, vicino alle statue.
Con l'aiuto dell'amico Cesarino, completamente ubriaco, che scambia il cadavere per una cassapanca, a mezzanotte lo porta in cantina mentre la moglie è impegnata a offrire agli ospiti spaghetti con panna e tartufi. Infine Savino seppellisce il cadavere in una buca, dopo averci seppellito per sbaglio Cesarino, ancora ubriaco.
Alla fine della festa, arrivano le forze dell'ordine che, già informate che è stato commesso un omicidio, trovano il cadavere.
Savino è convinto di essere arrestato come colpevole, ma il commissario gli spiega che il killer è stato ucciso da un uomo della banda dei marsigliesi, rivali di don Vito. Ciò non basta a Lagrasta per salvarsi dalle corna: Celeste se ne va con il suo amante architetto e Savino decide di suicidarsi, mangiando a volontà tutti quei cibi gustosi e ipercalorici che la moglie gli aveva rigorosamente proibito. Nel finale però Celeste ritorna dal marito, perché delusa dalle parole dell'amante il quale, essendo molto goloso, con una cura per tornare in forma le aveva detto che per un periodo sarebbe stato grasso, pelato e impotente. Tornata alla villa, Celeste decide così di "suicidarsi" col cibo assieme al marito, sedendosi a tavola con lui.

## Produzione

### Riprese e location
Il film è ambientato e girato quasi interamente ad Asti, in Piemonte.
- In una scena si vede l'auto di Savino e Celeste attraversare la piazza San Secondo.
- Il tribunale dove lavora Savino è l'attuale sede della provincia di Asti, in piazza Vittorio Alfieri; nella stessa piazza si trova la finestra dell'appartamento dell'amante di Savino.
- Altra scena delle vie di Asti è quella in cui la macchina di Andrea, con Savino seduto sopra il tettuccio, percorre piazza Fratelli Cairoli e prosegue il viaggio svoltando in corso Vittorio Alfieri.
- La villa di campagna della coppia è situata in strada Sottoripa, in località Valterza; l'ingresso della villa si trova però in un'altra zona, sulla Tangenziale di Asti verso il Castello di Belangero, in località Mongardino.
- Il cimitero dove Savino incontra il boss Vito Malisperi si trova in viale Don Alfredo Bianco ad Asti.

## Accoglienza

### Incassi
Il film ha incassato 819 milioni di lire.

### Critica
Spaghetti a mezzanotte all'uscita ricevette perlopiù recensioni negative, poi rivalutato nei primi anni 2000. Una recensione dell'epoca tratta dal il Resto del Carlino dice: [...] incursione, parzialmente fortunata, della commedia all'italiana nell'humor nero [...], folto di gags scottanti ma divertenti, il film accusa qua e là qualche difetto di amalgama tra i vari generi utilizzati[...].